# Sæbetræ-ordenen
Sæbetræ-ordenen (Sapindales) er en ret stor orden med de fleste arter i tropiske eller subtropiske plantesamfund.
| Familier |

- Sumak-familien (Anacardiaceae)
- Biebersteiniaceae
- Balsam-familien (Burseraceae)
- Kirkiaceae
- Paternostertræ-familien (Meliaceae)
- Nitrariaceae
- Rude-familien (Rutaceae)
- Sæbetræ-familien (Sapindaceae)
- Kvassia-familien (Simaroubaceae)[1]

I det ældre Cronquists system blev visse Sapindaceae lagt i separate familier Aceraceae og Hippocastanaceae og følgende familier blev lagt til:
- Familie Staphyleaceae
- Familie Melianthaceae
- Familie Bretschneideraceae
- Familie Akaniaceae
- Familie Julianiaceae
- Familie Cneoraceae
- Familie Zygophyllaceae

Nitrariaceae blev inkluderet i Zygophyllaceae og Kirkiaceae i Simaroubaceae.